# Principado archiepiscopal de Magdeburgo

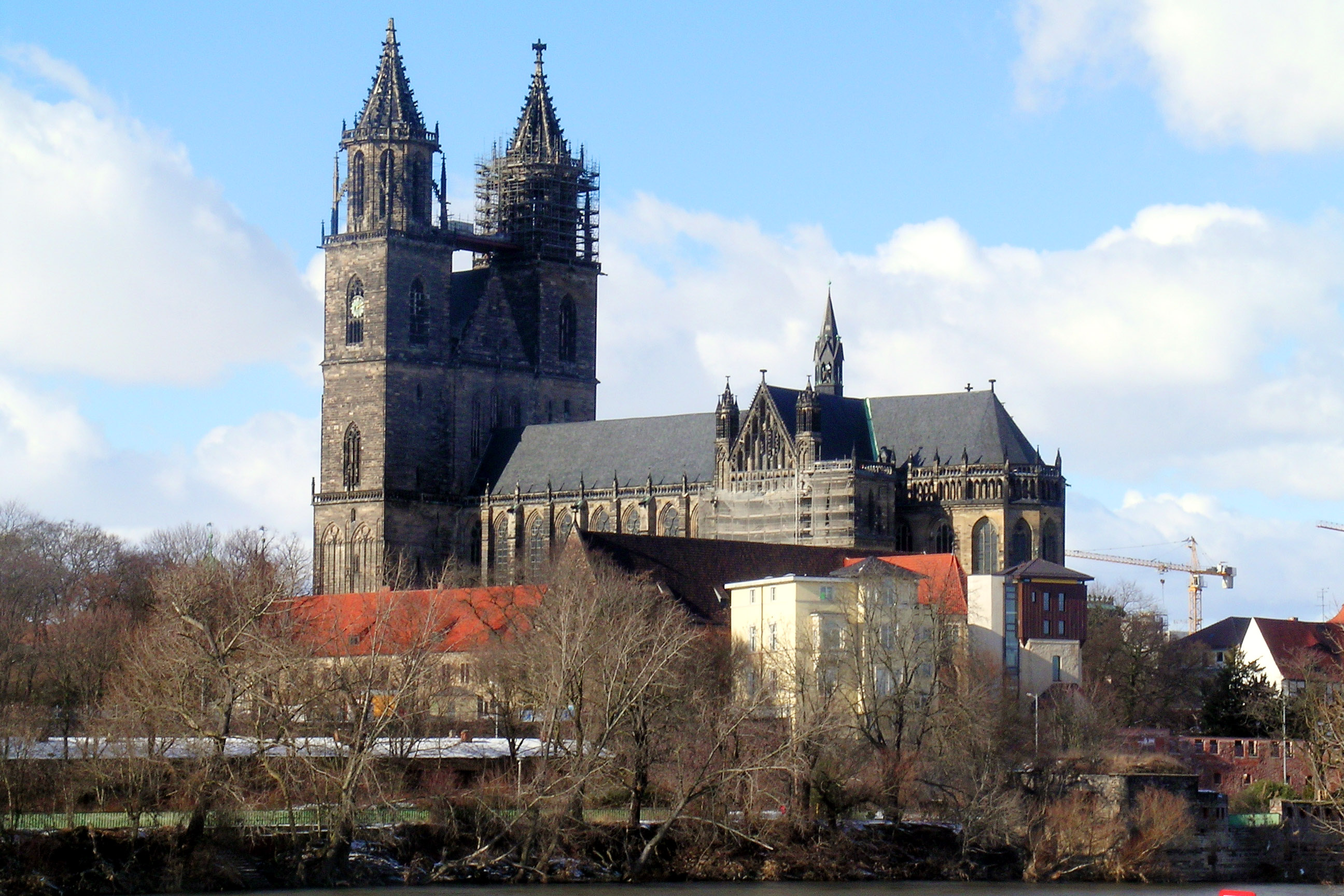
Catedral de Magdeburgo.

El Arzobispado de Magdeburgo (en latín: Archidioecesis Magdeburgensis; en alemán: Erzstift Magdeburg) fue una archidiócesis de la Iglesia católica y un estado imperial eclesiástico dentro del Sacro Imperio Romano Germánico. Como estado integrante del Sacro Imperio, era gobernado secularmente por los arzobispos en calidad de príncipes. su capital estuvo centrada en la ciudad de Magdeburgo, y su territorio se encontraba a lo largo del río Elba.
Planificado por los gobernantes del Sacro Imperio de la dinastía Sajona desde el año 955 y establecido en 968, el arzobispado comenzó siendo un instrumento de cristianización y germanización de los pueblos eslavos occidentales del este del Sacro Imperio desde finales del siglo XX y terminó en 1545 con el triunfo de la Reforma protestante en el norte de Alemania, sin arzobispos y siendo gobernado por administradores, algunos de los cuales incluso fueron luteranos que administraron la diócesis católica. El arzobispado de Magdeburgo fue heredado por el estado de Brandeburgo-Prusia en 1680, después de haber sido secularizado y convertido en el ducado de Magdeburgo.
En la actualidad, la diócesis de Magdeburgo es la moderna y pequeña diócesis católica alemana heredera de la arquidiócesis de Magdeburgo.

## Historia

### Antecedentes
Después de las guerras de los años 940 y 954 en el norte del Sacro Imperio, los duques sajones (a la vez, reyes de la Francia Orientalis) sometieron inicialmente a los eslavos polabios, llevando la frontera del Elba al río Óder. Mientras, los magiares habían llegado tan lejos dentro del reino que fueron una amenaza hasta que, sitiando Augsburgo, fueron derrotados y rechazados el 10 de agosto de 955 en la batalla de Lechfeld por Otón I de Alemania. El 16 de octubre de ese mismo año, las fuerzas sajonas del duque y rey Otón I de Alemania y sus aliados (entre ellos, la tribu de eslavos todavía paganos de los rani) derrotaron a los eslavos obodritas y a sus aliados paganos wendos en la batalla de Recknitz, que se habían levantado intentando aprovechar las dificultades de Otón con los magiares y los nobles levantiscos.

El Sacro Imperio en el año 1000.

Inmediatamente, en el mismo año 955 Otón el Grande se puso a trabajar para establecer un arzobispado en Magdeburgo a fin de estabilizar los territorios nororientales mediante su evangelización y cristianización. Comenzó incluso antes, con solo 25 años fundó el 21 de septiembre de 937 el monasterio de San Mauricio de Magdeburgo y lo dotó espléndidamente con el objetivo de convertirlo en panteón real: en 946 enterró allí a su primera mujer, su amada Edith de Wessex. Quiso trasladar la sede del obispado de Halberstadt a Magdeburgo y convertirlo en archidiócesis, pero a esto se opuso enérgicamente el arzobispo de Maguncia, Guillermo, hijo del propio Otón el Grande y arzobispo metropolitano de ¨Halberstadt que no quería perder su influencia, y el propio obispo de Halberstadt, Bernardo de Hadmersleben, que se negó obstinadamente a la aprobación canónica del nuevo arzobispado que significaría una reducción del peso de su iglesia en la Francia Orientalis.

### Fundación
Cuando, en 962, el Papa Juan XII sancionó la creación del arzobispado, Otón parecía haber abandonado su plan de transferirlo de  Halberstadt a Magdeburgo. Cuando los anteriores obispados quedaron vacantes, Otón logró del Papa Juan XIII que en el Sínodo de Rávena celebrado el 20 de abril de 967 se definieran los límites de la nueva provincia eclesiástica: Transfirió de la provincia eclesiástica del arzobispado de Maguncia el obispado de Brandeburgo y el obispado de Havelberg, ambos al noreste de Magdeburgo, mientras que el obispado de Halberstadt, que quedaba en Maguncia, perdía casi la mitad de su distrito oriental, más allá del río Bode en favor del territorio propio del nuevo arzobispado. 
El territorio original de la diócesis de Magdeburgo era pequeño, y comprendía los distritos mayoritariamente eslavos de Serimunt, Nudizi, Neletici y Nizizi, además de la mitad norte de Turingia, que fue cedida por el obispado de Halberstadt. Además, al sureste de Magdeburgo se fundaron nuevas diócesis sufragáneas suyas, que serían el núcleo de las nuevas marcas militares en que se dividió la marca de Gero: la marca de Merseburgo, la marca de Zeitz y la marca de Meissen tuvieron la contrapartida eclesiástica del obispado de Merseburgo, el obispado de Zeitz y el obispado de Meissen. Este último, a partir de 1405, fue separado de la provincia eclesiástica de Magdeburgo y fue declarado exento, inmediatamente sujeto a la Santa Sede. Entre 1109 y 1123, en comandita con el margraviato de Brandeburgo de los Ascania, el arzobispado de Magdeburgo compró temporalmente la tierra de Lebus, núcleo del posterior obispado de Lebus. Fundado en 1125 y en principio sufragáneo de la archidiócesis polaca de Gniezno, en 1424 el obispado de Lebus pasó a ser sufragáneo del arzobispado de Magdeburgo y siguió su suerte hasta el final.
Los bienes y predios pertenecientes al monasterio de San Mauricio de Magdeburgo, mencionado anteriormente, se convirtieron en la mensa eclesiástica del nuevo arzobispado, que acogió allí al cabildo de la nueva catedral que se construiría junto al monasterio, mientras los monjes fueron transferidos al monasterio de Berge, junto al río Elba en una pequeña montaña (berg) cerca de Magdeburgo. La catedral hizo a San Mauricio su patrón, que además recibió reliquias del santo provenientes de la abadía de San Mauricio de Agaunum (en la Suiza actual) y nuevas donaciones y subvenciones de Otón I el Grande. Otón fue enterrado en la catedral de Magdeburgo.

### Desarrollo
El primer arzobispo fue Adalberto de Tréveris, un antiguo monje de la abadía de San Maximino en Tréveris y abad de Weissenburg en Alsacia. Obispo misionero después para evangelizar a los rusos, fue elegido arzobispo en el otoño de 968. Recibió el palio en Roma y a finales de ese año fue solemnemente entronizado en Magdeburgo. Una de sus primeras acciones fue fundar la escuela de la catedral, que fue seminario de nuevos arzobispos y santos, como san Adalberto de Praga (que tomó su nombre a la muerte de Adalberto de Tréveris en su honor), o el erudito Othrico, considerado el hombre más sabio de su época. Muchos hombres eminentes fueron educados en la escuela de la catedral de Magdeburgo.
Othrico de Magdeburgo fue elegido arzobispo al morir Adalberto de Tréveris (981), pero no llegó a ejercer: Gisiler de Merseburg  obtuvo, mediante soborno y fraude, la posesión de la sede de Magdeburgo y también logró captar temporalmente (hasta el año 1004) el obispado de Merseburg. Entre los sucesores en el arzobispado de Magdeburgo dignos de mención se encuentran el diligente Gero (1012-1023), Werner (1063-1078), quien murió en batalla contra el emperador Enrique IV (el cambio de dinastía desplazó el interés imperial a Hungría e Italia, y los emperadores de la dinastía salia se interesaron poco por el arzobispado, intentando someter a los señores feudales de Sajonia); y sobre todo San Norberto (1126-1134), prominente en el siglo XII por ser el fundador de la Orden Premonstratense. 

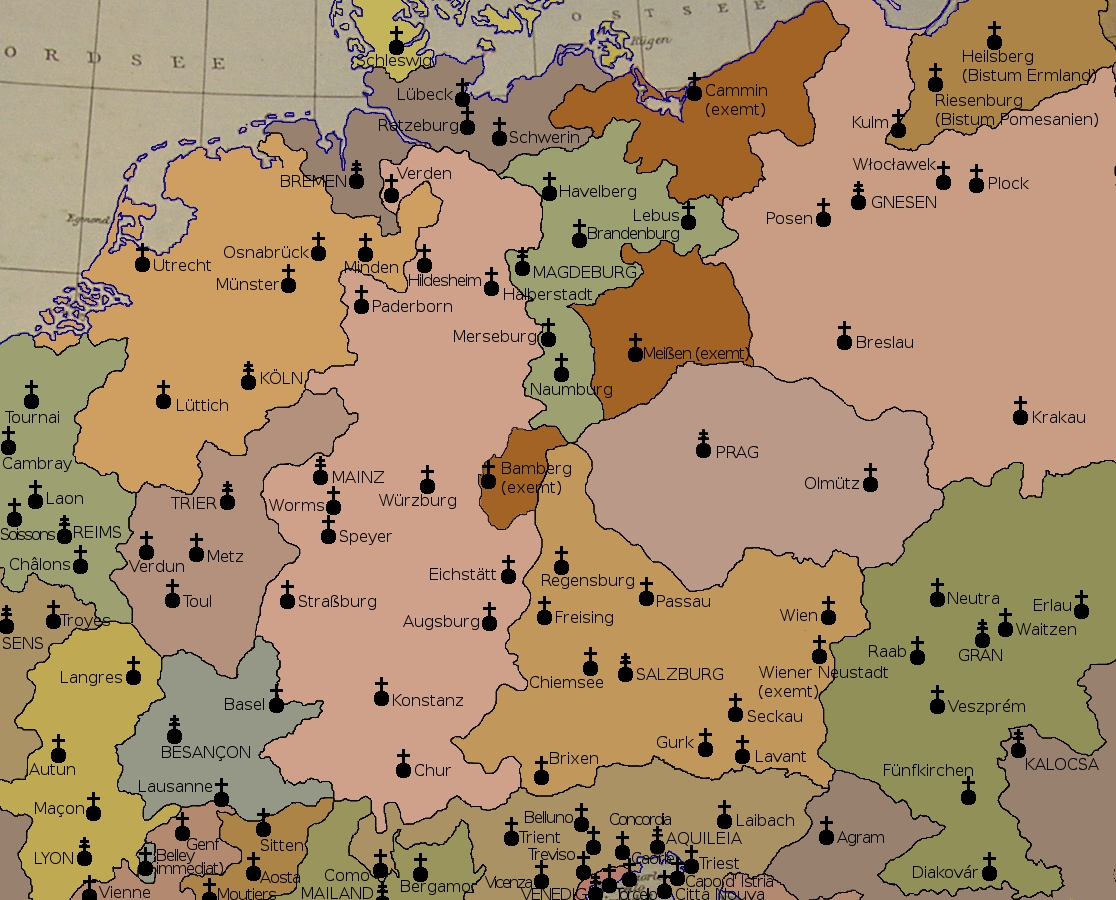
La provincia eclesiástica del arzobispado de Magdeburgo con sus diócesis sufragáneas alrededor del año 1500, así como sus provincias vecinas en la Europa Central.

El arzobispo Wigman de Seeburg (1152-1192) fue tanto o más importante como soberano secular y príncipe del Sacro Imperio Romano Germánico que como arzobispo de Magdeburgo. Wigman apoyó el desarrollo de las posesiones de la archidiócesis al este del río Elba, facilitando que colonos alemanes se establecieran junto a la población eslava local. Wigman dio a los nuevos asentamientos los privilegios del llamado Fuero de Magdeburgo, que fue el modelo para el fuero de muchas ciudades en el centro de Alemania y de la Europa del Este. En 1164 emprendió una peregrinación a Tierra Santa y allí estuvo por algún tiempo cautivo de los sarracenos y perdió una oreja. A su vuelta, vía Roma, se trajo del Vaticano para su archidiócesis las reliquias de los santos Papas Víctor I y Ponciano. 
Alberto I (1205-1232) se peleó con Otón II, margrave de Brandeburgo (1198-1215), en una guerra que dañó al arzobispado. En 1207 gran parte de la ciudad y la propia catedral otoniana fueron destruidas por un incendio, y en 1208 se comenzó a construir la Catedral de Magdeburgo gótica actual, que fue consagrada en 1263 y nunca del todo acabada; Günter I (1277-1279) apenas evitó una grave guerra con el margrave de Brandeburgo Otón IV, que se enfureció porque su hermano Érico de Brandeburgo no había sido elegido arzobispo. El margrave brandeburgués consiguió forzar la renuncia de Günter I y de su sucesor, Bernardo de Wölpe (1279-1281), hasta que consiguió que su hermano Éric llegara a ser arzobispo (1283-1295).
El arzobispado de Magdeburgo recibió de nuevo el interés imperial con el emperador del Sacro Imperio y rey de Bohemia, Carlos IV de Luxemburgo, que colocó a su consejero checo Alberto II de Sternberg como arzobispo (1368-1372), trasladando en su persona el título de primado de Alemania (primas Germaniae) a los titulares de Magdeburgo en detrimento de los anteriores ostentadores del título, los titulares del arzobispado de Maguncia.

### Final y secularización
Desde 1476, la archidiócesis se colocó cada vez más bajo la influencia del electorado de Sajonia y del margraviato de Brandeburgo. En 1478 el arzobispo Ernesto de Wettin (1475-1513) trasladó su residencia de la ciudad de Halle an der Saale al palacio llamado Moritzburg (palacio de (San) Mauricio), que mandó construir en 1484 y empezó a ocupar en mayo de 1503. Desde 1479 hasta 1566 el obispado de Halberstadt y el arzobispado de Magdeburgo fueron gestionados en forma de unión personal: ambos cargos fueron ocupados por la misma persona, el arzobispo de Magdeburgo. Desde 1500, el arzobispado de Magdeburgo formó parte del Círculo Imperial de Baja Sajonia.

El arzobispado de Magdeburgo tras la Paz de Westfalia de 1648 (en la figura, se incluye en Magdeburgo al secularizado obispado de Halberstadt cuando solo existía entre ellos una unión personal desde 1479 a 1566).

La Reforma protestante triunfó en el arzobispado, con el propio Martín Lutero predicando en Halle. El arzobispo-cardenal Alberto de Brandeburgo (1513-1545), a causa de su posición insegura, además de estar mermada por la falta permanente de fondos, dio alguna oportunidad a la difusión del luteranismo en su diócesis, aunque se opuso a la Reforma protestante. No es cierto que se convirtiera al luteranismo y deseara mantenerse en su sede como un príncipe secular, lo cual es tan falso como que en la reunión de los Estados Generales (o Parlamento) del Arzobispado, celebrado en Calbe en 1541, consintiera en la introducción de la Reforma en sus territorios a cambio de que sus deudas fueran pagadas por los protestantes. 
Sus sucesores fueron administradores de la archidiócesis, príncipes laicos de la Casa de Brandeburgo que ahora ocupaban el lugar del arzobispo, mientras que la mayoría del cabildo catedralicio y los habitantes de la diócesis eran por lo general protestantes. Fueron los esmerados católicos Juan Alberto de Brandeburgo-Ansbach (1545-1551), que no pudo lograr revertir el proceso de reforma, y Federico de Brandeburgo, que murió en 1552. Segismundo de Brandeburgo, el último arzobispo de Magdeburgo con nombramiento papal (1553-1566), se declaró protestante en 1561, seguido en 1567 de todo el cabildo de la archidiócesis a su muerte. 
Solo en el curso de la Guerra de los Treinta Años recibió Magdeburgo un arzobispo católico, cuando Cristián Guillermo de Brandeburgo (1598-1631) fue capturado en 1631 después del sitio y saqueo de Magdeburgo y apresado en Viena, donde se acercó a la Iglesia católica. Fue sustituido, llevado por las tropas imperiales católicas ocupantes, por Leopoldo Guillermo de Habsburgo (1631-1638), pero no hubo una recatolización de la población de la archidiócesis. Tras la Paz de Praga (1635), el cabildo del arzobispado de Magdeburgo eligió como administrador laico protestante al duque Augusto de Sajonia-Weissenfels (1638-1680), de la Casa de Wettin gobernante en el Electorado de Sajonia. En el Tratado de Westfalia (1648), se acordó que el Estado imperial del arzobispado de Magdeburgo sería otorgado a Brandeburgo-Prusia dentro del margraviato de Brandeburgo, tras la muerte Augusto. Cuando el príncipe de Sajonia murió en 1680, el arzobispado fue secularizado por parte de Brandeburgo y convertido en el ducado de Magdeburgo.

## Desenlace
Perdido el poder territorial, la cura de almas tuvo que reorganizarse: la mayoría de las parroquias del antiguo arzobispado pasaron a ser protestantes, muchas iglesias fueron derruidas o desacralizadas y convertidas en escuelas evangélicas. El resto de las parroquias y monasterios de la archidiócesis de Magdeburgo, cuyos miembros no habían abjurado de su catolicismo, fueron puestos bajo la supervisión del llamado Vicariato apostólico misionero del Norte, dentro de la dependencia del arzobispado de Colonia desde 1668. En 1821, el área pastoral fue trasladada bajo la dirección de la diócesis de Paderborn. En 1994, tras la reunificación de Alemania, el Papa Juan Pablo II refundó la diócesis de Magdeburgo, sufragánea de la archidiócesis de Paderborn, en el territorio del antiguo arzobispado de Magdeburgo, con los límites del actual estado federado de Sajonia-Anhalt.